# Calda estate (dove sei)
Calda estate (dove sei) è il quarto singolo di Raphael Gualazzi estratto dal suo album Reality and Fantasy, entrato in rotazione radiofonica il 17 giugno 2011.

## Il brano
La canzone è caratterizzata da uno stile rétro, che alcuni critici musicali hanno accostato a quello di Paolo Conte. Musicalmente, il brano mescola tra loro elementi diversi, dalle atmosfere swing ai suoni tipici della musica italiana, fino ad arrivare ad elementi ragtime. Il testo, scritto in chiave ironica, parla di un uomo che è alla ricerca ossessiva di una persona, descrivendone la solitudine, in contrasto con il trambusto estivo di tutto ciò che lo circonda.
Il brano è stato composto da Raphael Gualazzi sia nel testo che nella musica, registrato alla SIAE con il vero nome Raffaele Gualazzi ed edito dalla Sugar Music e dalla Peermusic Italy.

## Tracce
Download digitale
1. Calda estate (dove sei) – 3:01 (Raphael Gualazzi)